# Bajan
För andra betydelser, se Bajan (olika betydelser).

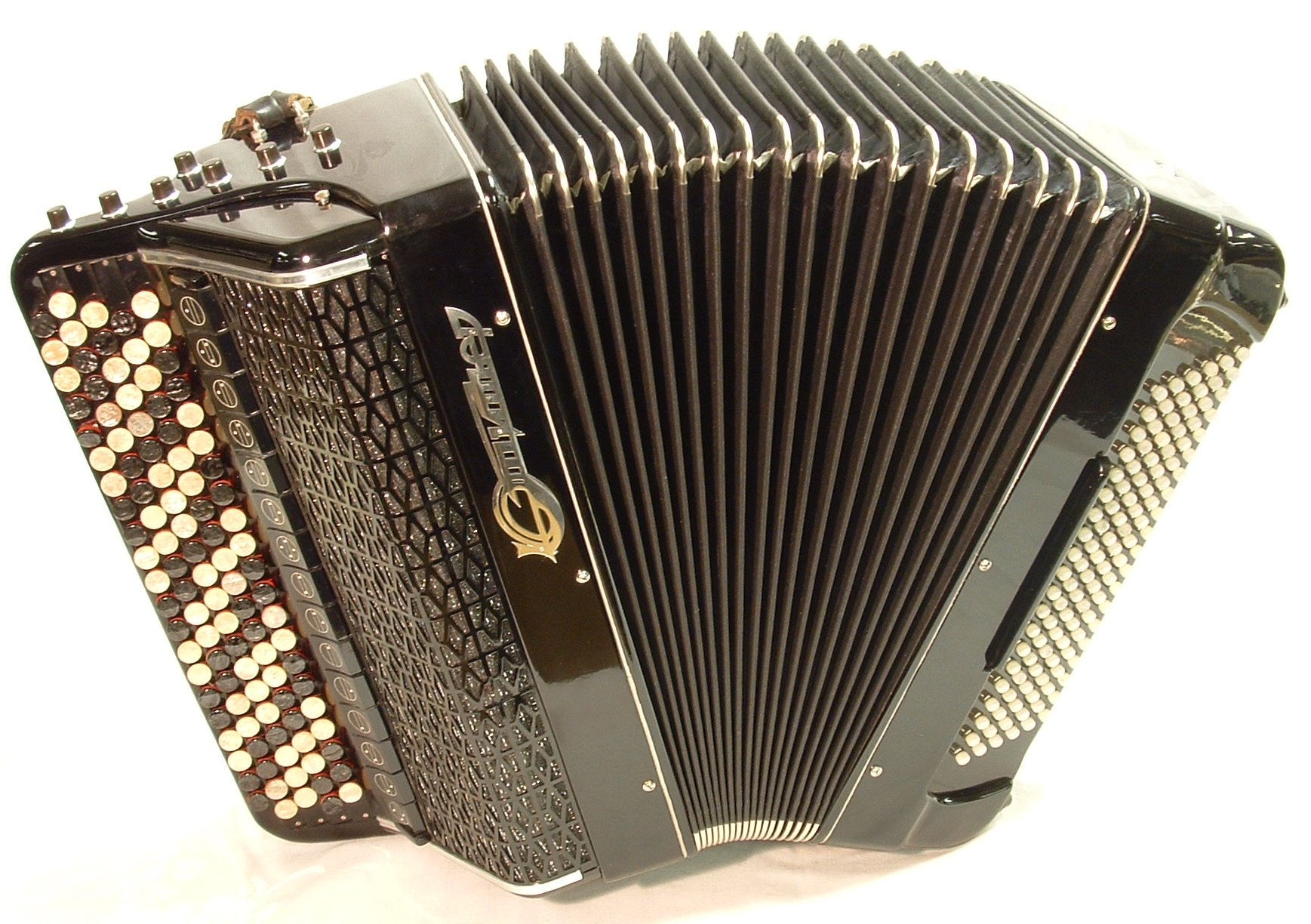
Bajan

Bajan är en typ av dragspel från Ryssland.

## Historia
Dragspelet kom till Ryssland på 1850-talet. Instrumentet tillverkades i åtskilliga typer och blev snabbt så populära att de hotade slå ut andra folkinstrument. I slutet av 1800-talet kom det ryska dragspelet, bajan, med omvänd knappuppsättning. Det är ofta treradigt och har ett annorlunda ljud både i diskant och bas.